# E portfolio
E-portfolio danas predstavlja zbirke digitalnih dokumenata (otkucanih tekstova, slika, video-snimaka), često uklopljene u veb okruženje i predstavljene u obliku veb-stranica.
Savremeni život promoviše da se uči tokom celog života. U tom procesu potrebno je voditi evidenciju o svim postignućima. Jedan od načina da se to sistematično obavi, jeste vođenje portfolija tj. portfelja. Portfolio se može kreirati u štampanom ili elektronskom obliku. Kada je u elektronskom obliku naziva se E-portfolio.

## Poreklo reči
Reč portfolio vodi poreklo iz latinskog jezika i to od reči portare, što znači nositi i folium što znači listovi i prvobitno je označavala fasciklu u kojoj su se nosili neki dokumenti.